# Svendborg (stacja kolejowa)
Svendborg (duń: Svendborg Station) – stacja kolejowa w Svendborg, w regionie Dania Południowa, w Danii. Jest stacją końcową linii Svendborgbanen z Odense. Została otwarta w 1876. Jest obsługiwana przez Danske Statsbaner.
| Svendborg            |
| Linia Svendborgbanen |
| Svendborg Vest       |